# Universidad Internacional SIAS
La Universidad Internacional SIAS (SIAS International University) es una universidad privada afiliada a la Universidad de Zhengzhou, ubicada en la provincia de Henan, China. Se ubica en la antigua ciudad de Xinzheng, una ciudad satélite de Zhengzhou, la capital provincial de Henan.

## Historia
SIAS fue concebida como una pequeña Universidad Técnica por el empresario de origen Chino Shawn Chen. La universidad se fundó en 1998, siendo la primera del interior de China en presentar un sistema de afiliación y un modelo educativo estadounidense. 
La universidad comenzó con 200 estudiantes; actualmente cuenta con casi 17.000. Desde su inauguración, el campus se ha triplicado en tamaño: ofrece 50 edificios académicos y administrativos, además de una piscina olímpica, canchas de baloncesto y más de 14 dormitorios.
En los primeros años de la universidad, algunas amistades de Chen se encargaban de los deberes académicos y administrativos de la universidad, incluyendo la gestión de la biblioteca y la ocupación temporal de la rectoría.
SIAS forma parte del auge de instituciones privadas que surgieron en China durante las últimas décadas.
La universidad no ha tenido una existencia libre de problemas. Desde su inauguración, experimentó dificultades para atraer profesores cualificados y armar una facultad de calidad. 
Esto se debe, por un lado, a que muchos académicos prefieren trabajar en zonas urbanas, donde existen mayores oportunidades profesionales y acceso a servicios. Por otro lado, a que el sistema universitario en China sea un sistema complejo, en el cual las universidades privadas ocupan los rangos más bajos.

## Profesorado extranjero
En el año 2007, SIAS contaba con 90 profesores extranjeros de cuatro países diferentes. La mayoría eran ciudadanos estadounidenses, aunque también había canadienses, filipinos, japoneses, sudafricanos, mexicanos y argentinos. 
Los profesores de origen estadounidense suelen ser jóvenes recién graduados que pertenecen a organizaciones proselitistas en California. La mayoría de los profesores extranjeros enseñan inglés, aunque hay algunos que son asistentes de los profesores de Fort Hays los cuales imparten cursos estrictamente estadounidenses.

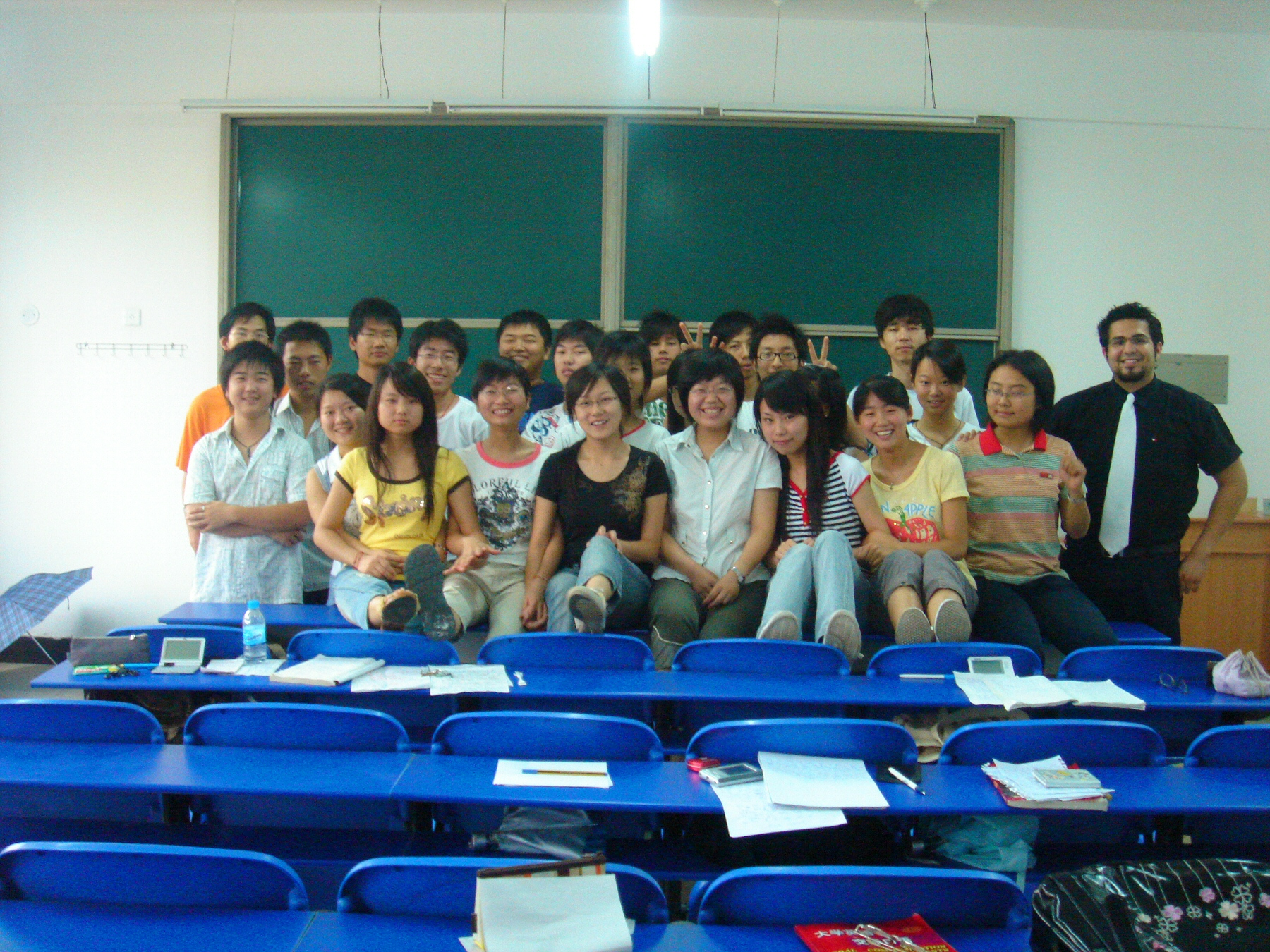
Profesor extranjero de SIAS junto a sus alumnos.

Muchos de los profesores extranjeros en SIAS son temporales, ya que los salarios en el interior de China son bajos en comparación con lo que pueden ganar en sus respectivos países. En algunos casos, vienen en busca de aventuras, para poder ser testigos del surgimiento de la economía china o, clandestinamente, para realizar operaciones de proselitismo.
Al margen de las razones que los lleven a la SIAS, todo docente extranjero está obligado a cumplir con los estándares académicos más altos. 
El promedio de estancia de los profesores en SIAS es de 2 años, aunque algunos se han quedado hasta 7 años, y otros renunciaron después de 4 meses. Después de su período en la SIAS, muchos profesores han regresado a sus respectivos países, aunque algunos permanecieron en China, continuando carreras académicas o trabajando en empresas extranjeras.
Ya que la comunidad extranjera en Henan es muy pequeña, pero bastante visible (aproximadamente 1.000 de 100 millones de personas), a los profesores suelen presentárseles numerosas oportunidades. Aunque los visados de los maestros restringen el trabajo pagado a SIAS, estos salen en televisión, atienden banquetes gubernamentales y forjan amistades con políticos locales.

## Oferta educativa
La SIAS fue una de las primeras universidades en China que tuvo la capacidad de otorgar títulos de grado estadounidenses a través de la asociación con la Universidad de Fort Hays en Hays, Kansas. 
Los estudiantes de la SIAS que participan en este programa toman 30 horas de cursos norteamericanos en inglés y trasladan el resto de sus cursos chinos (90 horas), para poder obtener la licenciatura estadounidense. 
Aproximadamente, el 10 % de todos los estudiantes de SIAS participan en este programa, ya que les permite recibir una educación norteamericana, sin tener que viajar a Estados Unidos.
SIAS continuamente busca asociarse con universidades en el extranjero, en particular, estadounidenses, aunque también ha pactado asociaciones con universidades en Rusia, Argentina,Tailandia, y otros países.
Se dice que la SIAS fue la primera universidad china a la que la Oficina de Licenciatura Gubernamental permitió enseñar cursos de civilización occidental, sociología y politología.
En la actualidad, se ofrecen 12 grados asociados y 54 títulos de grado en Ciencias, Gerencia, Computación, Economía, Ingeniería, Artes, Idiomas Extranjeros (Japonés e Inglés), Música, y Artes Teatrales.

## Costo de la matrícula
Como la mayoría de las universidades privadas en China, la SIAS carece de subsidios gubernamentales para financiar sus costos administrativos y académicos. 
Es por ello que la matrícula oscila entre los 12.000 a 14.000 RMB, más del doble del promedio nacional.

## Estudiantes extranjeros
En el año 2006, SIAS inauguró un centro de enseñanza para alumnos extranjeros como un experimento académico.  
La gran mayoría de los estudiantes extranjeros acuden para aprender el idioma chino y, a la vez, se matriculan en cursos de introducción a la cultura china, como Tai Chi, masaje, medicina china, etc.
Aunque se ofrece la opción de tomar los cursos necesarios para obtener el título de grado estadounidense a todos los estudiantes extranjeros, al día de hoy, ningún estudiante extranjero lo ha hecho.
La mayoría ingresa a la universidad como estudiantes del idioma chino, preparándose para el examen chino como Idioma Extranjero o el Hanyu Shuiping Kaoshi (HSK).